# 수학적 귀납법

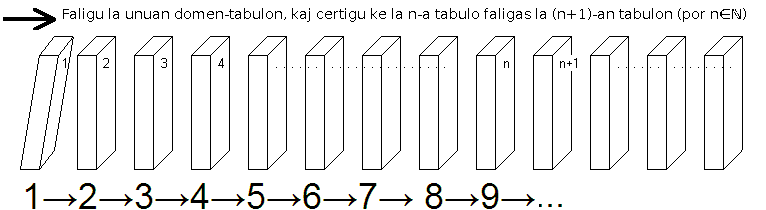

수학적 귀납법(數學的歸納法, 영어: mathematical induction)은 모든 자연수가 어떤 주어진 성질을 만족시킨다는 명제를 증명하는 방법의 하나이다. 가장 작은 자연수(문맥에 따라 0일 수도 1일 수도 있다)가 그 성질을 만족시킴을 증명한 뒤, 만약 어떤 자연수가 만족시키면 바로 다음 자연수 역시 만족시킴을 증명하기만 하면, 모든 자연수에 대한 증명이 끝난다. 이는 임의의 정초 관계를 갖춘 집합 위의 초한 귀납법으로 확장할 수 있다. 수학적 귀납법은 이름과는 달리 귀납적 논증이 아닌 연역적 논증에 속한다. 수학적 귀납법은 자연수의 페아노 공리계의 공리이며, 메타논리학적 추론 규칙이기도 하다.

## 정의
자연수의 (2차 논리) 이론인 페아노 공리계에서는 다음과 같은 공리가 등장한다. 임의의 1항 술어 {\displaystyle P(-)}가 다음 두 조건을 만족시킨다고 하자.
- {\displaystyle P(0)}이 성립한다.
- 임의의 {\displaystyle n\in \mathbb {N} }에 대하여, 만약 {\displaystyle P(n)}이 성립한다면, {\displaystyle P(n+1)} 역시 성립한다.

그렇다면, 임의의 {\displaystyle n\in \mathbb {N} }에 대하여, {\displaystyle P(n)}이 성립한다. 이 공리를 수학적 귀납법이라고 한다. 이를 기호로 표기하면 다음과 같다.
{\displaystyle \forall P(-)((P(0)\land \forall n(P(n)\implies P(n+1)))\implies \forall nP(n))}
수학적 귀납법을 구체적으로 서술하면 다음과 같다. 임의의 자연수 부분 집합 {\displaystyle S\subseteq \mathbb {N} }이 다음 두 조건을 만족시킨다고 하자.
- {\displaystyle 0\in S}
- 임의의 {\displaystyle n\in \mathbb {N} }에 대하여, {\displaystyle n\in S}라면, {\displaystyle n+1\in S}

그렇다면, {\displaystyle S=\mathbb {N} }이다. (즉, 임의의 {\displaystyle n\in \mathbb {N} }에 대하여, {\displaystyle n\in S}이다.) 이를 기호로 표기하면 다음과 같다.
{\displaystyle \forall S\subseteq \mathbb {N} (0\in S\supseteq S+1\implies S=\mathbb {N} )}

## 변형
수학적 귀납법의 여러 가지 변형 또는 일반화가 존재하며, 이들은 수학적 귀납법을 사용하여 증명된다.

### 시작점
정수 {\displaystyle m\in \mathbb {Z} }가 주어졌을 때, 임의의 정수 부분 집합 {\displaystyle S\subseteq \mathbb {Z} }가 다음 두 조건을 만족시킨다고 하자.
- {\displaystyle m\in S}
- 임의의 {\displaystyle n\in \mathbb {Z} }에 대하여, 만약 {\displaystyle n\in S}라면, {\displaystyle n+1\in S}

그렇다면, {\displaystyle \{n\in \mathbb {Z} \colon n\geq m\}\subseteq S}이다. 즉, 임의의 {\displaystyle n\in \mathbb {Z} } ({\displaystyle n\geq m})에 대하여, {\displaystyle n\in S}이다. 수학적 귀납법은 여기서 {\displaystyle m=0,1}인 특수한 경우이다.
증명:
임의의 {\displaystyle n\in \mathbb {N} }에 대하여 {\displaystyle m+n\in S}임을 증명하기만 하면 된다. 이는 수학적 귀납법으로 다음과 같이 증명된다.
0에 대하여 성립
{\displaystyle m+0=m\in S}
{\displaystyle n}에 대하여 성립한다는 가정 아래, {\displaystyle n+1}에 대하여 성립
가정에 따라 {\displaystyle m+n\in S}이므로, {\displaystyle m+(n+1)=(m+n)+1\in S}이다. 즉, {\displaystyle n+1}에 대하여 성립한다.
수학적 귀납법에 따라, 임의의 {\displaystyle n\in \mathbb {N} }에 대하여, {\displaystyle m+n\in S}이다. 임의의 {\displaystyle n'\in \mathbb {Z} } ({\displaystyle n'\geq m})에 대하여, {\displaystyle n'=m+n}인 {\displaystyle n\in \mathbb {N} }이 존재하므로, {\displaystyle n'=m+n\in S}이다.

### 역진 귀납법
자연수 {\displaystyle m\in \mathbb {N} }이 주어졌을 때, 임의의 자연수 부분 집합 {\displaystyle S\subseteq \mathbb {N} }이 다음 두 조건을 만족시킨다고 하자.
- {\displaystyle m\in S}
- 임의의 {\displaystyle n\in \mathbb {N} }에 대하여, 만약 {\displaystyle n+1\in S}라면, {\displaystyle n\in S}

그렇다면, {\displaystyle \{n\in \mathbb {N} \colon n\leq m\}\subseteq S}이다. 즉, 임의의 {\displaystyle n\in \mathbb {N} } ({\displaystyle n\leq m})에 대하여, {\displaystyle n\in S}이다.
증명:
임의의 {\displaystyle n\in \mathbb {N} }에 대하여 {\displaystyle n>m}이거나 {\displaystyle m-n\in S}임을 증명하기만 하면 된다. 이는 수학적 귀납법으로 다음과 같이 증명된다.
0에 대하여 성립
{\displaystyle m-0=m\in S}
{\displaystyle n}에 대하여 성립한다는 가정 아래, {\displaystyle n+1}에 대하여 성립
만약 {\displaystyle n\geq m}이라면, {\displaystyle n+1>m}이므로 성립한다. 만약 {\displaystyle n<m}이라면, {\displaystyle m-(n+1)=(m-n)-1\in S}이므로 성립한다.

### 초한 귀납법
임의의 자연수 부분 집합 {\displaystyle S\subseteq \mathbb {N} }이 다음 조건을 만족시킨다고 하자.
- 임의의 {\displaystyle n\in \mathbb {N} }에 대하여, 만약 {\displaystyle \{k\in \mathbb {N} \colon k<n\}\subseteq S}라면, {\displaystyle n\in S}이다.

(특히, {\displaystyle n=0}일 경우 이는 {\displaystyle 0\in S}를 뜻한다.) 그렇다면, {\displaystyle S=\mathbb {N} }이다. 즉, 임의의 {\displaystyle n\in \mathbb {N} }에 대하여, {\displaystyle n\in S}이다. 이를 자연수 집합 위의 초한 귀납법이라고 하며, 제2/강한/완전 수학적 귀납법이라고도 한다.
증명:
임의의 {\displaystyle n\in \mathbb {N} }에 대하여 {\displaystyle \{k\in \mathbb {N} \colon k<n\}\subseteq S}임을 증명하기만 하면 된다. 이는 수학적 귀납법으로 다음과 같이 증명된다.
0에 대하여 성립
{\displaystyle \{k\in \mathbb {N} \colon k<0\}=\varnothing \subseteq S}
{\displaystyle n}에 대하여 성립한다는 가정 아래, {\displaystyle n+1}에 대하여 성립
{\displaystyle n}에 대하여 성립하므로, {\displaystyle S}가 만족시키는 조건에 따라, {\displaystyle n\in S}이다. 따라서, {\displaystyle \{k\in \mathbb {N} \colon k<n+1\}=\{k\in \mathbb {N} \colon k<n\}\cup \{n\}\subseteq S}이다. 즉, {\displaystyle n+1}에 대하여 성립한다.
보다 일반적으로, 정초 관계 {\displaystyle \sim _{R}}를 갖춘 집합 {\displaystyle X}의 부분 집합 {\displaystyle S\subseteq X}가 다음 조건을 만족시킨다고 하자.
- 임의의 {\displaystyle x\in X}에 대하여, 만약 {\displaystyle \{y\in X\colon y\sim _{R}x\}\subseteq S}라면, {\displaystyle x\in S}이다.

그렇다면, {\displaystyle S=X}이다. 즉, 임의의 {\displaystyle x\in X}에 대하여, {\displaystyle x\in S}이다.

### 기타
그 밖에도 수학적 귀납법과 비슷한 증명법이 많이 존재한다. 예를 들어, 임의의 자연수 부분 집합 {\displaystyle S\subseteq \mathbb {N} }이 다음 두 조건을 만족시킨다고 하자.
- {\displaystyle 0,1\in S}
- 임의의 {\displaystyle n\in \mathbb {N} }에 대하여, 만약 {\displaystyle n\in S}라면, {\displaystyle n+2\in S}

또는, 다음 두 조건을 만족시킨다고 하자.
- {\displaystyle 0\in S}
- 임의의 {\displaystyle n\in \mathbb {N} }에 대하여, 만약 {\displaystyle n\in S}라면, {\displaystyle 2n,2n+1\in S}

그렇다면, {\displaystyle S=\mathbb {N} }이다. 즉, 임의의 {\displaystyle n\in \mathbb {N} }에 대하여, {\displaystyle n\in S}이다.

## 성질

### 수학적 귀납법보다 약한 명제
페아노 공리계에서 수학적 귀납법을 제외하여 얻는 이론 아래, 다음 두 명제가 서로 동치이다.
- 자연수의 정렬성
- 초한 귀납법
- 무한 강하법

수학적 귀납법은 이 세 명제를 함의하지만, 이 세 명제는 수학적 귀납법을 함의하지 않는다. 예를 들어, 다음과 같은 대상들로 이루어진 구조는 자연수의 정렬성 및 초한 귀납법 및 무한 강하법을 만족시키지만, 수학적 귀납법을 만족시키지 않으므로 페아노 공리계의 모형이 아니다.
- 집합 {\displaystyle \{0,0.5,1,1.5,\dots \}}
- 상수 {\displaystyle 0}
- 단항 연산 {\displaystyle (-)+1}

### 수학적 귀납법과 동치인 명제
페아노 공리계에서 수학적 귀납법을 제외하여 얻는 이론 아래, 다음 두 명제가 서로 동치이다.
- 수학적 귀납법
- 다음 두 명제의 논리곱
  - 자연수의 정렬성 (또는 초한 귀납법 또는 무한 강하법)
  - {\displaystyle \mathbb {N} \setminus \{0\}\subseteq \mathbb {N} +1}. 즉, 모든 0이 아닌 자연수는 어떤 자연수 더하기 1이다.

증명:
수학적 귀납법 ⟹ 자연수의 정렬성 + 모든 0이 아닌 자연수는 어떤 자연수 더하기 1
이는 자연수의 성질이다.
수학적 귀납법 ⟸ 자연수의 정렬성 + 모든 0이 아닌 자연수는 어떤 자연수 더하기 1
귀류법을 사용하여, 어떤 진부분 집합 {\displaystyle S\subsetneq \mathbb {N} }이 수학적 귀납법의 전제 조건을 만족시킨다고 하자. 그렇다면 {\displaystyle \mathbb {N} \setminus S\neq \varnothing }이므로, 최소 원소 {\displaystyle m\in \mathbb {N} \setminus S}가 존재한다. 이때 {\displaystyle 0\in S}이므로 {\displaystyle m\neq 0}이다. 페아노 공리계의 공리와 모든 0이 아닌 자연수는 어떤 자연수 더하기 1임에 따라, {\displaystyle m-1\in \mathbb {N} }을 유일하게 정의할 수 있으며, {\displaystyle m-1<m}이므로 {\displaystyle m-1\in S}이다. {\displaystyle S}가 만족시키는 조건에 따라 {\displaystyle m=(m-1)+1\in S}인데, 이는 모순이다.

## 예
모든 자연수가 어떤 성질을 만족시킨다는 명제에 대한 수학적 귀납법을 통한 증명은 다음과 같은 두 단계로 구성된다.
1. 처음 오는 자연수(0 또는 1)에 대한 증명
2. {\displaystyle n}이 만족시킨다는 가정 아래, {\displaystyle n+1}에 대한 증명

자연수와 관련된 수많은 항등식 · 부등식 · 기하학 정리 따위를 이러한 단계들을 거쳐 증명할 수 있다.

### 홀수의 합 공식
홀수의 합 공식
{\displaystyle 1+3+5+\cdots +(2n-1)=n^{2}}
이 임의의 자연수 {\displaystyle n}에 대하여 성립한다는 사실을 다음과 같이 증명할 수 있다.
1에 대하여 성립
1에 대한 공식 {\displaystyle 1=1^{2}}은 자명하게 성립한다.
{\displaystyle n}에 대하여 성립한다는 가정 아래, {\displaystyle n+1}에 대하여 성립
{\displaystyle n}에 대하여 성립하므로, 다음이 성립한다.
{\displaystyle 1+3+5+\cdots +(2n-1)=n^{2}}
양변에 {\displaystyle 2n+1}를 더하면, 다음과 같다.
{\displaystyle 1+3+5+\cdots +(2n-1)+(2(n+1)-1)=n^{2}+2n+1=(n+1)^{2}}
이에 따라, {\displaystyle n+1}에 대하여 성립한다.
수학적 귀납법에 따라, 임의의 {\displaystyle n\in \mathbb {N} }에 대하여, 홀수의 합 공식이 성립한다.

### 빨간 눈 퍼즐
어떤 섬의 사람들에게 다음과 같은 조건이 주어졌다고 하자.
- 각 섬사람은 빨간 눈을 갖거나, 파란 눈을 갖는다.
- 각 섬사람은 자신을 제외한 이들의 눈 색을 안다.
- 각 섬사람은 거울을 볼 수 없으며, 다른 이들에게 자신의 눈 색을 물을 수 없다.
- 자신이 빨간 눈임을 알게 된 섬사람은 그날 밤 섬을 떠나야 한다.
- 어느 날 아침에 이방인이 찾아와 섬사람들 중에 빨간 눈이 있다는 말을 흘렸다.
- 다음과 같은 지식들은 섬사람들 사이에서 공유 지식이다. (즉, 사실이며, 모두가 알며, 모두가 앎을 모두가 알며, ...)
  - 모든 구성원의 사고력은 충분히 뛰어나다.
  - 이방인은 정직하다.

그렇다면, 빨간 눈을 가진 섬사람의 수가 {\displaystyle n}이라면, 모든 빨간 눈은 이방인이 찾아온 날부터 세어 {\displaystyle n}번째 날 밤에 섬을 떠나게 되며, 이를 수학적 귀납법을 통해 증명할 수 있다. 이방인은 ({\displaystyle n>1}이라면) 모두가 알고 있는 뻔한 사실을 말했을 뿐이지만, 평소와는 다른 특별한 결과를 가져왔다.

## 역사
최초로 수학적 귀납법이 사용된 예는 유클리드의 소수의 무한성에 대한 증명이나 바스카라 2세의 "순환 방법"(cyclic method) 등에서 찾을 수 있다.".알카라지는 1000년 경에 쓴 책에서 이항 정리 등을 증명하기 위해 수학적 귀납법의 한 형태를 사용했다.
 그러나 이들은 수학적 귀납법을 자신이 사용한 가정으로서 명확히 밝히지 않았으며, 처음으로 귀납법에 대한 엄밀한 서술을 한 이는 프란체스코 마우롤리코 (Francesco Maurolico)로, 그는 1575년의 저서 〈Arithmeticorum libri duo〉에서 이를 이용해 가장 작은 n개의 홀수를 더하면 n2이 됨을 증명했다. 스위스의 야코프 베르누이와 프랑스의 블레즈 파스칼 및 피에르 드 페르마도 귀납법을 독립적으로 발견했다.
수학적 귀납법은 1838년 오거스터스 드 모르간에 의해 처음으로 귀납법(induction) 또는 연속 귀납법(successive induction)이라고 불렸다. 1888년과 1889년에는 리하르트 데데킨트와 주세페 페아노가 각각 독립적으로 귀납법을 공식화, 공리화했다. 1888년, 데데킨트는 <Was sind und was sollen die Zahlen?>라는 제목의 모노그래프를 내면서 완전 귀납법(Vollständige Induktion)이라는 표현을 사용했다. 여기서 데데킨트는 실수의 산술을 귀납법 공리를 포함하는 수 공리로부터 이끌어내는 데에 초점을 두었다. 이듬해인 1889년에는 주세페 페아노가 자연수를 기술하는 최초의 공식화된 공리계인 페아노 공리계를 제안하면서 귀납법을 공리화했다. 이 시기에 이르러 수학적 귀납법은 비로소 지금의 엄밀함을 갖추었다.

## 같이 보기
- 재귀
- 구조적 귀납법
- 무한 공리